# Kosmos 1278
O Kosmos 1278 (em russo: Космос 278, significado Cosmos 1278) foi um satélite soviético de sistema de alerta anti-mísseis intercontinentais. Foi desenvolvido como parte do programa Oko de satélites artificiais. O satélite foi projetado para identificar lançamentos de mísseis usando telescópios ópticos e sensores infravermelhos.
O Kosmos 1348 foi lançado em 19 de junho de 1981 do Cosmódromo de Plesetsk, União Soviética (atualmente na Rússia), através de um foguete Molniya-M. O lançamento foi bem sucedido, colocando o satélite em uma órbita Molniya, assim como muitos dos satélites Kosmos pertencentes ao programa Oko.
Ele cessou as suas operações em 05 de julho de 1984, mas reentrando na atmosfera somente em 02 de setembro de 2000.